# Kostel svaté Barbory (Pacov)
Kostel sv. Barbory se nalézá na hřbitově města Pacova a je vystavěn v barokním slohu. Vznikl původně jako osmiboká barokní věžovitá kaple na novém pacovském hřbitově patrně před rokem 1680. V letech 1681 a 1682 ho nechala rozšířit a značně přestavět vdova po majiteli pacovského panství Zikmundu Janu Myslíkovi z Hyršova hraběnka Johana Eusebie Barbora ze Žďáru. Kostel byl zasvěcen kultu svaté Barbory a připomíná i jméno hraběnky.

## Popis

### Exteriér
Osmiboká kaple byla rozšířena o podélnou loď délky 19,25 metrů, šířky 9,1 metrů. Nad kaplí byla vystavěna dvoupatrová věž s malými elipsovitými okny. V prostorách bývalé kaple byl zřízen presbytář o úhlopříčce 5,75 metrů. Stěny lodi i presbytáře jsou členěny půlkruhovými okny podobajícím se oknům původním. Na severní zdi lodi je umístěn raně barokní pravoúhlý portál, na kterém je uveden letopočet 1681 a původně se zde nacházela i terakotová soška sv. Barbory. O jejím osudu není nic zatím nic známo. Na straně jižní je umístěna obdélná sakristie a vstupní předsíň. V roce 1682 zhotovil pro tento kostel pražský zvonař Mikuláš Loewe zvon, který byl v témže roce instalován. Na severní stranu kostela byly umístěny náhrobky z let 1818–1840, které jsou také památkově chráněny.

### Interiér
V původní kapli byl zřízen presbytář. Od ostatního prostoru ho odděluje půlkruhový vítězný oblouk. V interiéru nalezneme dva oltáře. Hlavní oltář z roku 1681 je barokní, je vyzdoben oltářním obrazem sv. Barbory, který namaloval Bedřich Kamarýt a byl instalován v roce 1899. Boční oltář je rokokový a pochází z poloviny 18. století. K původnímu vybavení ještě patří kazatelna a varhany asi z poloviny 18. století. Kruchta byla vestavěna v roce 1831.

### Současnost
Hřbitovní kostel sv. Barbory je památkově chráněn od 3. května 1958. Od devadesátých let minulého století se postupně opravuje. Je přístupný po dohodě s majitelem.